# 요코가와 무사시노 FC
요코가와 무사시노 FC는 도쿄도 무사시노시를 연고지로 하는 축구 클럽으로 현재 일본 풋볼 리그에서 활동하고 있다.

## 선수 명단

### 현역
참고: FIFA 자격 규정에 따라 소속된 국가대표팀 국기를 표시합니다. 선수는 복수의 FIFA 비회원국 국적을 가지고 있을 수 있습니다.
| 번호 | 포지션 | 국적 | 이름            |
| ---- | ------ | ---- | --------------- |
| 8    | DF     |      | 고바야시 다이치 |

| 번호 | 포지션 | 국적 | 이름 |
| ---- | ------ | ---- | ---- |

### 역대
틀:요코가와 무사시노 FC 선수 명단